# ژاک شمیناد
ژاک شمیناد (انگلیسی: Jacques Cheminade؛ زادهٔ ۲۰ اوت ۱۹۴۱ در بوئنوس آیرس، آرژانتین) فعال سیاسی و نظریه‌پرداز توطئه فرانسوی-آرژانتینی است. او رئیس همبستگی و ترقی، بازوی فرانسوی جنبش لاروش است و سه بار برای ریاست جمهوری فرانسه رقابت کرده است.